# Phyllanthus embergeri
Phyllanthus embergeri är en emblikaväxtart som beskrevs av Haicour och Rossignol. Phyllanthus embergeri ingår i släktet Phyllanthus och familjen emblikaväxter. Inga underarter finns listade i Catalogue of Life.